# Doihara Kenji

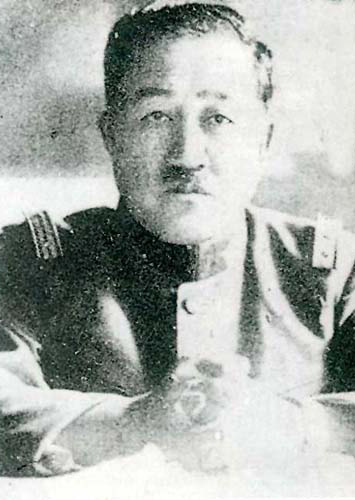
Oberst Doihara Kenji (Foto 1931/1932)

Doihara Kenji (japanisch 土肥原 賢二, * 8. August 1883 in Okayama; † 23. Dezember 1948 in Tokio) war ein nationalistischer japanischer Spion, Politiker und General des Japanischen Kaiserreichs, der von 1913 bis 1940 in China tätig war. Er war einer der Hauptverantwortlichen für die japanische Besetzung der Mandschurei 1932 und den Zweiten Japanisch-Chinesischen Krieg. Von dem westlichen Journalisten H. G. W. Woodhead erhielt er in Anlehnung an den britischen Geheimagenten T. E. Lawrence den Spitznamen Lawrence von China (später auch Lawrence von Mandschurien). In der kaiserlich-japanischen Armee war er der bekannteste Shina tsu (支那つ, China Spezialist). Doihara wurde in den Tokioter Prozessen von 1946 bis 1948 als Kriegsverbrecher zum Tode verurteilt und hingerichtet.

## Biografie

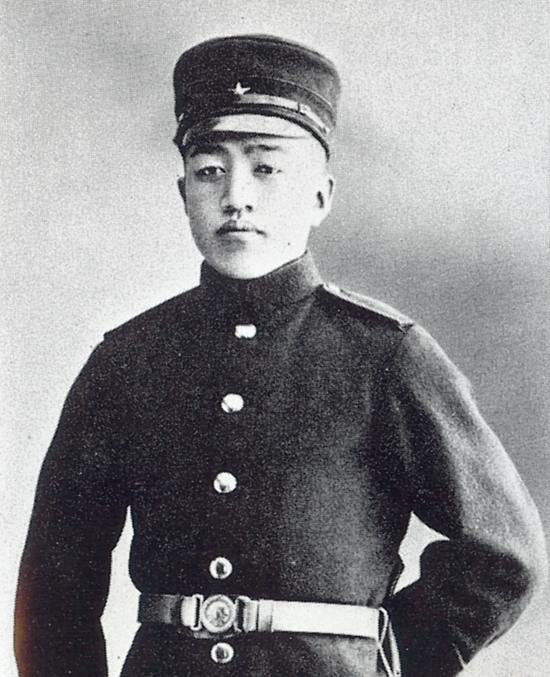
Kadett Kenji Doihara (1903)

Doihara Kenji wurde als Sohn eines Majors der kaiserlich-japanischen Armee in der Stadt Okayama geboren. Durch seine Herkunft war sein beruflicher Werdegang bereits von vornherein festgelegt. Doihara schrieb sich im Alter von 14 Jahren im Oktober 1897 in der Kadettenschule Tokio (陸軍幼年学校, rikugun yōnen gakkō) ein. Nach erfolgreichem Abschluss der Kadettenschule besuchte er bis 1904 die Kaiserlich Japanische Heeresakademie (陸軍士官学校, rikugun shikan gakkō, 16. Abschlussjahrgang) und wurde nach dem erfolgreichen Abschluss aller Prüfungen zusammen mit Okamura Yasuji und Itagaki Seishirō zum Offizier. Er war der beste Absolvent seines Jahrgangs und zeigte ein besonderes Talent bei dem Erlernen von Fremdsprachen. Wegen seiner stark vom Militär geprägten Erziehung hatte Doihara bereits seit seiner Jugendzeit als größtes Ziel, die Mandschurei (heute Nordostchina) zu einem Teil des japanischen Kaiserreiches zu machen.
Nach dem Ende seiner Ausbildung diente Doihara in verschiedenen Infanterieeinheiten des japanischen Heeres und wurde im Russisch-Japanischen Krieg eingesetzt. Im Zeitraum von November 1904 bis zum Januar 1905 erlebte er die Belagerung von Port Arthur. Im Juli und August 1905 nahm er an der Eroberung der russischen Insel Sachalin (樺太島, Karafuto-tō) teil. 1907 wurde er zum Oberleutnant (中尉, Chūi) befördert. Ab 1909 besuchte er die japanische Heereshochschule und schloss sein Studium im November 1912 29-jährig ab, während im Allgemeinen ein Mindestalter von 30 Jahren für die Aufnahme an der japanischen Heereshochschule galt.

### Spion in China
Nach dem Abschluss seines Studiums ging Doihara im Januar 1913 als Militärattaché nach Peking und wurde dort Assistent von Bansai Rihachirō, einem der erfahrensten Veteranen der japanischen Nachrichtendienste in China.
In verschiedenen Quellen wird behauptet, Doihara habe Fotos seiner jüngeren Schwester angefertigt und sie einem Prinzen des japanischen Kaiserhauses übergeben, der dann Doiharas Schwester als Konkubine wählte. Zum Dank soll Doihara die Stelle in Peking erhalten haben. In Anbetracht seiner Fähigkeiten ist jedoch wahrscheinlicher, dass diese Geschichte erst später in die Welt gesetzt wurde, um ihn als besonders bösartig zu charakterisieren. Doihara hatte gelernt, Hochchinesisch, verschiedene chinesische Regionalsprachen sowie neun europäische Sprachen fließend zu sprechen. Er hatte ein sympathisches und aufgeschlossenes Wesen, wodurch es ihm leichtfiel, neue Bekanntschaften zu schließen. Diese Fähigkeiten prädestinierten ihn in den Augen des kaiserlich-japanischen Generalstabs für Spionagetätigkeiten.
Bansai Rihachirōs Geheimorganisation war damit befasst, den japanischen Einfluss auf die chinesische Innenpolitik auszudehnen und diente als Übungsfeld für Doihara Kenji. Im August 1913 wurde Doihara zum Hauptmann (japanisch 大尉, taii) befördert.

#### Unterstützung der Anhui-Clique

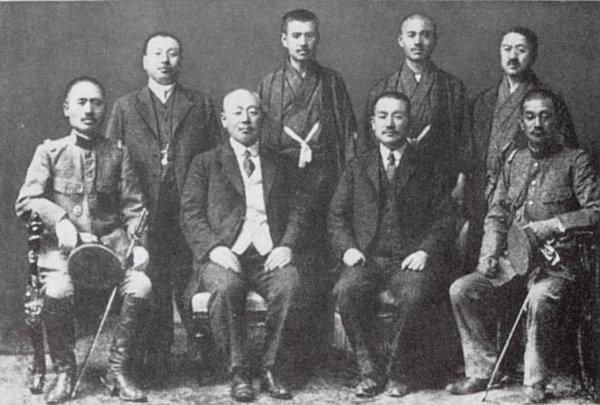
Honjō Shigeru (untere Reihe 1. v.links), Bansai Rihachirō (untere Reihe 2. v.links) und Doihara Kenji (obere Reihe, 4. v. links) (1918)

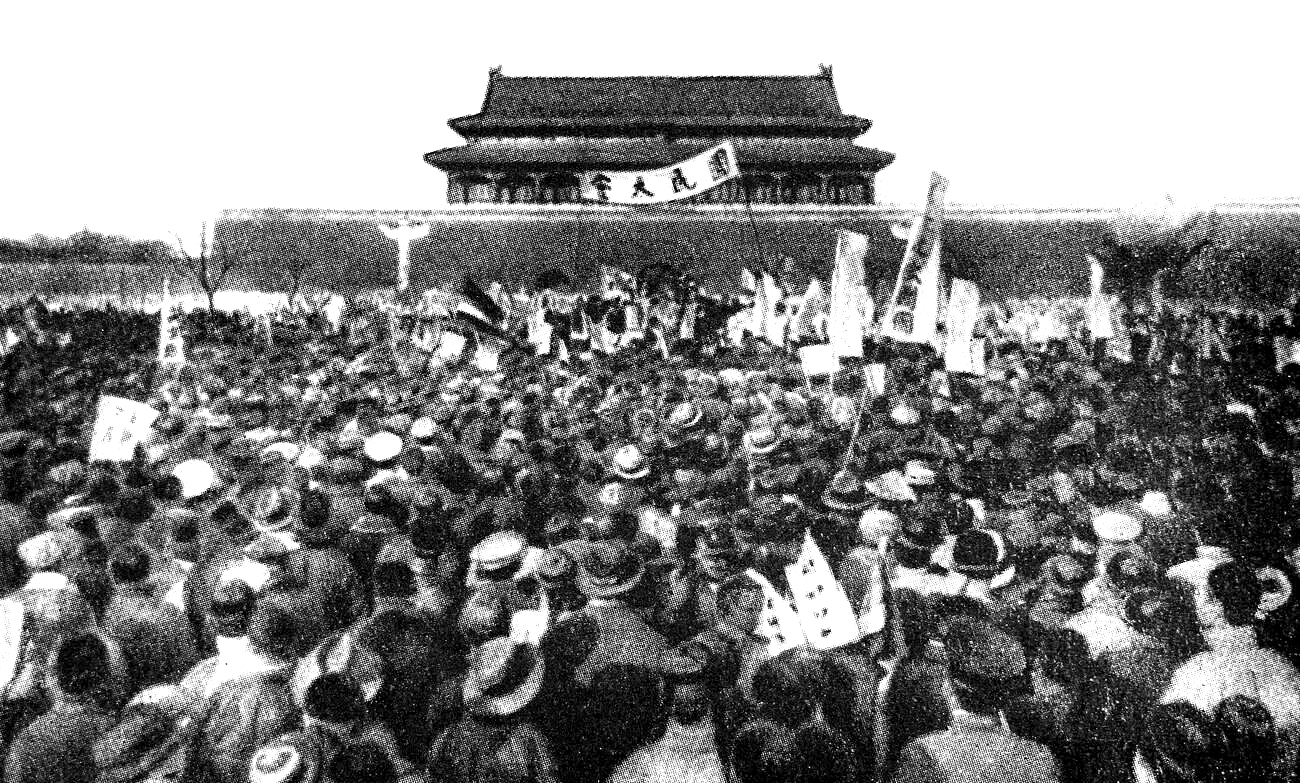
Demonstrierende Studenten vor dem Tor des Himmlischen Friedens (Peking, 1919)

Die Japaner favorisierten die 1916 entstandene Anhui-Clique unter General Duan Qirui als zukünftige chinesische Regierung und ließen sich als Gegenleistung für umfangreiche Militärhilfe großzügige Konzessionen zum Abbau von Bodenschätzen ausstellen, die von der japanischen Industrie vorher teuer importiert werden mussten. Die Verhandlungen, die zur Aufnahme der Nishihara-Kredite durch Duan Qirui führten, wurden wesentlich von Bansai und seinen Mitarbeitern vorbereitet, zu denen auch Doihara zählte.
Doihara leistete in der Folgezeit bei der Organisation der Unterstützung für Anhui erstmals überdurchschnittliche nachrichtendienstliche Arbeit. Er wurde Assistent des Majors Honjō Shigeru, der ebenfalls ein früher Protagonist der japanischen imperialistischen Expansion war. Doihara hatte die Gelegenheit, aus den Reihen der Anhui-Clique ein eigenes Netzwerk krimineller Chinesen aufzubauen. Er wurde im Juli 1919 zum Major (japanisch 少佐, shōsa) befördert.
1920 wurde die Anhui-Clique aufgrund politischer und militärischer Fehler Duan Qiruis von verfeindeten Militärfraktionen besiegt. In der Stunde der Niederlage rettete Doihara den gestürzten Präsidenten Duan Qirui in einem Wäschekorb vor protestierenden Studenten in Peking. Mit der Entmachtung der Anhui-Clique mussten auch die Japaner einen Rückschlag hinnehmen und waren gezwungen, sich nach einem neuen Partner umzusehen, der ihnen Zugang zu den für die koloniale Expansion dringend benötigten chinesischen Rohstoffvorkommen verschaffte. Doihara hatte sich durch seinen erfolgreichen Einsatz bei der Rettung Duans erneut für verantwortungsvolle Aufgaben empfohlen.

#### Japanische Intervention im Russischen Bürgerkrieg
Nach dem Ende der Herrschaft der Anhui-Clique hielt sich Doihara von April 1920 bis 1922 im während des Russischen Bürgerkriegs japanisch besetzten Teil der sowjetischen Fernöstlichen Republik auf. Er war in der heutigen Region Primorje stationiert, dort erstmals für die neugegründete Tokumu Kikan, eine Spezialeinheit des kaiserlich-japanischen Heeres, tätig und unterstützte den russischen Bürgerkriegsgeneral Grigori Michailowitsch Semjonow im Kampf gegen die Rote Armee.
Am 27. Oktober 1921 trafen sich in Baden-Baden drei Majore der kaiserlich-japanischen Armee mit dem Prinzen Higashikuni Naruhiko, um die Übernahme der Regentschaft durch Prinz Hirohito von dessen geisteskrankem Vater Kaiser Yoshihito vorzubereiten. Mit Hilfe des jungen Regenten sollte der Einfluss des alten Chōshū-Klans unter Führung von Yamagata Aritomo auf das kaiserlich-japanische Heer beseitigt werden. Die mit veralteter Technik ausgestattete Truppe musste in eine schlagkräftige und moderne Armee umgewandelt werden, um die imperialen Träume des zukünftigen Kaisers Hirohito zu verwirklichen. Die Offiziere und Prinz Higashikuni wählten elf vertrauenswürdige Männer aus. Unter ihnen waren Tōjō Hideki, Itagaki Seishirō und Doihara Kenji.
Nach seiner Rückkehr aus der Sowjetunion gehörte Doihara wieder der China-Abteilung des japanischen Militärnachrichtendienstes an und baute seine Beziehungen zur chinesischen Politprominenz weiter aus. Gleichzeitig stieg er weiter in der Hierarchie der japanischen Armee auf. Im August 1923 erhielt er den Rang eines Oberstleutnants (japanisch 中佐, chūsa).
Doihara wurde ein Berater des zur Zhili-Fraktion gehörenden Politikers Cao Kun, der am 10. Oktober 1923 zum Präsidenten der Republik China ernannt wurde. Als Berater des Präsidenten wurde Doihara auch Mitglied der bald darauf ins Leben gerufenen Chinesisch-Japanischen Kulturgesellschaft, der neben namhaften chinesischen Politikern auch einige der besten Agenten der japanischen Nachrichtendienste angehörten.

#### Militärhilfe für den Kriegsherren Zhang Zuolin
Die Zhili-Fraktion unter der Führung von Wu Peifu war auf eine eigenständige Entwicklung Chinas ausgerichtet, was im Widerspruch zu den imperialistischen Hegemoniebestrebungen der japanischen Militaristen stand. Daher wurde durch die japanischen Geheimdienstler die Machtergreifung durch die Fengtian-Clique unter dem chinesischen Warlord Zhang Zuolin vorbereitet. Der erfolgreiche Umsturzversuch ging im September 1924 als Zweiter Zhili-Fengtian-Krieg in die chinesische Geschichte ein.
Doihara spielte zusammen mit dem Militärberater Matsumuro Takayoshi eine große Rolle bei der Herbeiführung des kriegsentscheidenden Seitenwechsels des ursprünglich zur Zhili-Fraktion gehörenden Befehlshabers Feng Yuxiang hin zur Fengtian-Clique, indem er Feng Dokumente über Wu Peifus Absicht, enge Beziehungen zu den Vereinigten Staaten zu knüpfen, zuspielen ließ. Mit Hilfe dieser Informationen und eines großen Geldbetrags von einer Million Yen konnte er Feng schließlich dazu überreden, am 23. Oktober 1924 gegen den Präsidenten Cao Kun zu putschen.

#### Tianjin
Kurz nach seinem Wechsel zur Fengtian-Fraktion ließ der Warlord Feng, dessen Truppen auch Peking kontrollierten, den ehemaligen chinesischen Kaiser Puyi aus der Verbotenen Stadt werfen. Puyi suchte Schutz im japanischen Konsulat in Peking. Da er sich dort trotzdem noch in Lebensgefahr befand, erhielt Doihara den Auftrag, den politisch wertvollen Flüchtling in die Konzession Tianjin zu bringen. Dort quartierte er Puyi in der prachtvollen Residenz eines enteigneten chinesischen Kaufmanns ein. In den folgenden Jahren freundete sich Doihara mit Puyi an und übernahm für den Kaiser die Aufgabe eines Beraters und Bodyguards. Er sorgte dafür, dass der ehemalige russische Bürgerkriegsgeneral Semjonow Puyis Leibgarde organisierte. Doihara konnte während des Jahres 1925 in Zusammenarbeit mit britischen Behörden und Geschäftsleuten die Anhänger der Geheimgesellschaft Weißer Lotus in der Stadt beseitigen, die die Absicht hatten, den ehemaligen Mandschu-Kaiser zu ermorden. Dieser Erfolg brachte ihm in der lokalen britischen Presse den Spitznamen „Lawrence von China“ ein, auf den er sehr stolz war.
Während des Aufenthalts in Tianjin begann Doihara Beziehungen zur Unterwelt der Stadt aufzubauen und sich an dem illegalen Handel mit Opium zu beteiligen, der in den Händen chinesischer Triaden (in Tianjin die „Grüne Bande“) als auch japanischer Yakuza lag. Er unterstützte die Produktion von Opium im japanisch besetzten Formosa (heute Taiwan) und organisierte über seine Verbindungen den Verkauf der Droge auf dem chinesischen Festland. Der Verkauf von Opium diente zum einen dazu, schwarze Kassen des japanischen Militärs zu füllen, zweitens sollte mit der bewussten Herbeiführung der Drogenabhängigkeit eine Schwächung Chinas erreicht werden und drittens konnte Doihara seine Informanten durch ihre Drogenabhängigkeit stärker an sich binden.
Doihara nutzte während seiner Zeit in Tianjin die verzweifelte finanzielle Lage vieler russischer Emigranten aus und beschäftigte hunderte von ihnen in einem Netzwerk als Zuträger, Auftragskiller und Geldeintreiber. Russische Frauen arbeiteten in Bordellen, die Doihara zu Spionagezwecken eröffnet hatte. Die Prostituierten erhielten für sechs an Kunden verkaufte Opiumpfeifen eine gratis.

#### Ermordung des Kriegsherren Zhang Zuolin

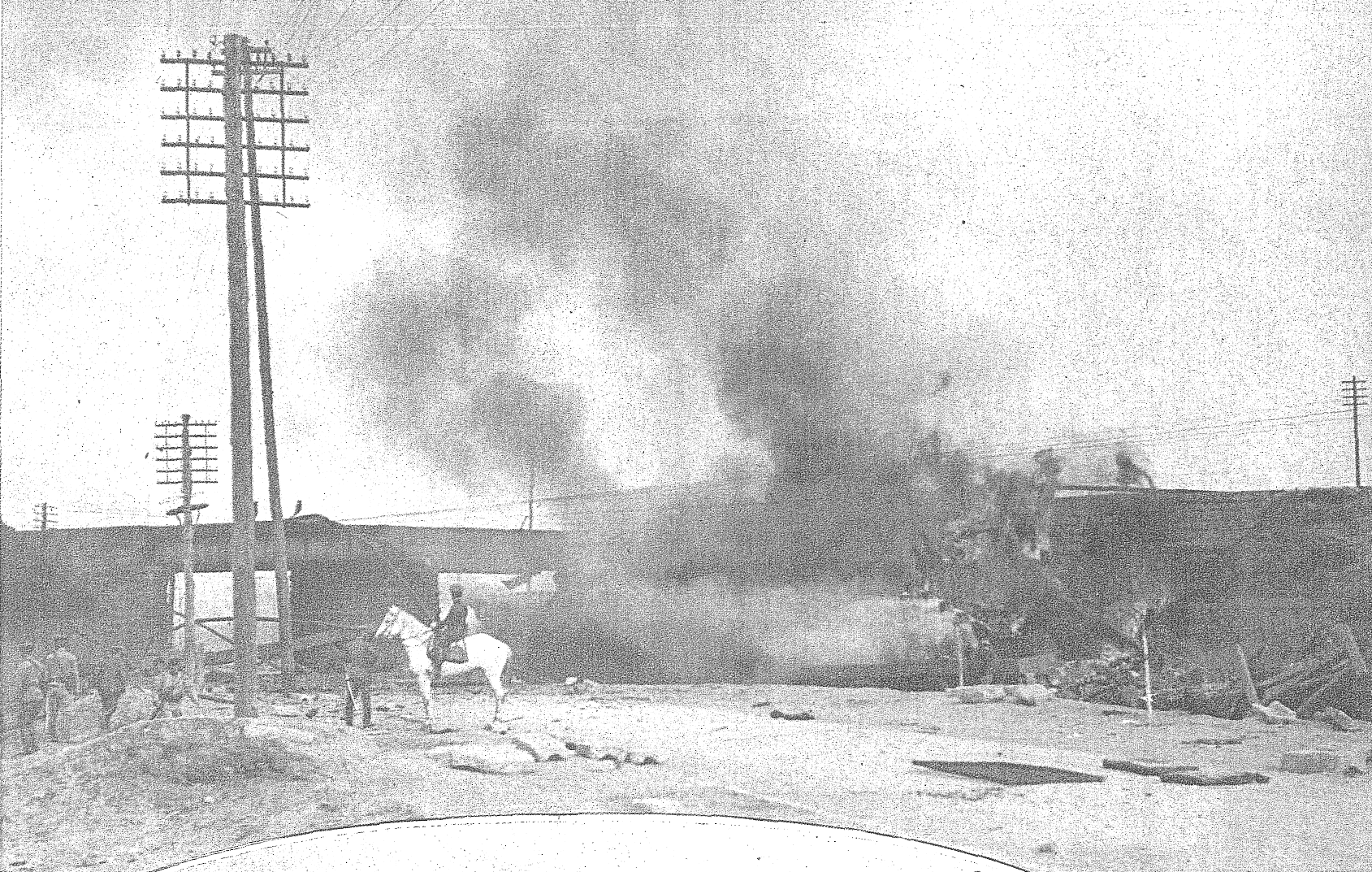
Attentat auf den Warlord Zhang Zuolin (4. Juni 1928) Der Jinan-Zwischenfall manifestierte das Scheitern der von Japan in den 1920er Jahren betriebenen Politik einer verdeckten Kolonisierung Chinas. Bis zu den Tokioter Prozessen schrieb man Doihara die Planung dieses Attentats zu.

1927 wurde Doihara zum Oberst (大佐, taisa) befördert und in den Stab der 1. Division versetzt. Diese Einheit war die traditionsreichste Division des japanischen Landheers und besonders stark mit militaristischen Offizieren durchsetzt. Es ist aus diesem Grund nicht überraschend, dass Doihara in den Jahren 1928 und 1929 Mitglied der radikal-militaristischen Geheimgesellschaft Futabakai war.
Ab dem 20. März 1928 wurde Doihara durch General Matsui Iwane dem Warlord Zhang Zuolin als Militärberater zugeteilt, der dank der langjährigen japanischen Militärhilfe der stärkste innerchinesische Gegner der Kuomintang (KMT) unter Chiang Kai-shek war. Als Zhang im Verlauf der von Chiang Kai-shek initiierten Nordexpedition Niederlagen erlitt und Peking räumen musste, begann er, sich aus der Abhängigkeit von Japan zu lösen. Aus politischem Kalkül heraus wurde Zhang am 4. Juni 1928 bei einem Attentat getötet. Der Anschlag wurde von dem japanischen Oberst Kōmoto Daisaku eigenmächtig initiiert, der wie Doihara zur Futabakai gehörte. Doihara war laut dem Historiker Leonard Humphreys persönlich nicht in die Attentatsplanungen verwickelt. Er blieb bis zum 15. März 1929 in Mukden Militärberater von Zhang Xueliang, des Sohnes und Nachfolgers von Zhang Zuolin, bis sich der „junge Marschall“ aus Rache für den Tod seines Vaters endgültig auf die Seite von Chiang Kai-shek schlug. Doihara hatte mit wenig Erfolg versucht, Zhang dazu zu überreden, sich zum Kaiser der Mandschurei zu erklären.
Damit war der Weg zu einem militärischen Eingreifen Japans in China vorgezeichnet. Chiang gelang als starker Führungsperson der Partei Kuomintang in der Folgezeit eine weitgehende Einigung des Landes. Das bedeutete für die bisher auf diplomatischen Mitteln basierenden japanischen Hegemoniebestrebungen das Ende. Verzweifelte Versuche, wie die von Doihara 1929 eingeleitete finanzielle Unterstützung des als opportunistisch bekannten Warlords und Gouverneurs der Provinz Anhui, Shi Yousan im Kampf gegen Chiang änderten an dieser Situation nichts mehr, da die Truppen der Kuomintang nicht zuletzt durch die Hilfe von Zhang Xueliang sämtliche starken Kontrahenten im Verlauf des Krieges in den zentralen Ebenen von Mai bis Oktober 1930 besiegen konnten.
Von 1929 bis 1930 befehligte Doihara das 30. japanische Infanterieregiment. Im gleichen Jahr wurde er in den kaiserlich-japanischen Generalstab versetzt und mit der Aufgabe betraut, die japanische Militärspionage der Kwantung-Armee von der Residenz in Tianjin aus zu leiten. Doiharas Hauptaufgabe war, Konflikte mit der chinesischen Administration zu erzeugen und diese dann im Sinne der japanischen Expansionsbestrebungen in China zu lösen.

### Mandschurei-Krise

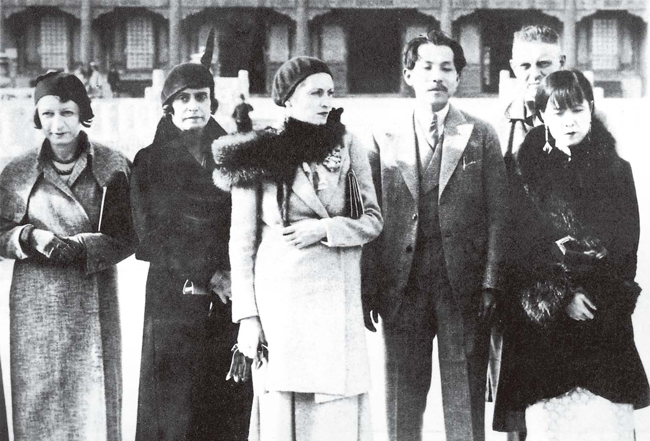
Zhang Xueliang (3. v. rechts) zusammen mit seiner Frau (rechts) und der Gräfin Ciano (Tochter von Mussolini und Gattin von Galeazzo Ciano) 1931 in Peiping. Der „junge Marschall“ war mit seinem Privatleben beschäftigt und ahnte nichts von den Vorbereitungen der japanischen Offiziere.

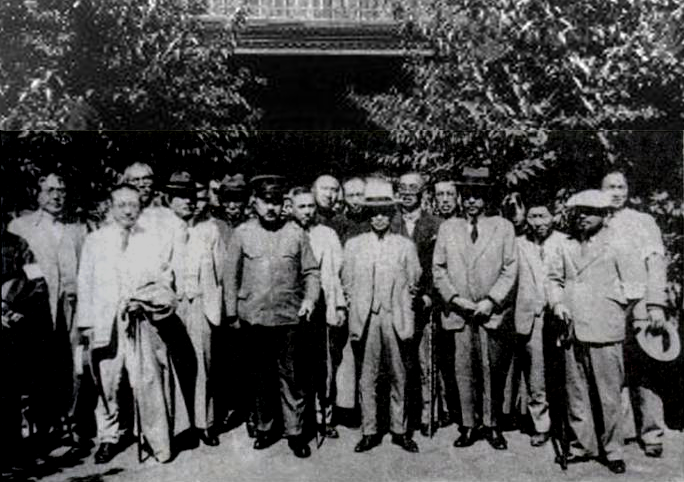
Doihara Kenji (Mitte, in Uniform) bei der Übernahme des Bürgermeisteramts von Mukden (20. September 1931)

Am 26. Juli 1931 wurde Doihara mit Zustimmung von Kaiser Hirohito zum Chef des Geheimdienstes Tokumu Kikan der Kwantung-Armee mit Sitz in der Stadt Mukden ernannt. Seine Versetzung war ein deutliches Zeichen dafür, dass die japanische Armee nun daranging, ihre Eroberungsabsichten in der Mandschurei in die Tat umzusetzen, da bisher nur zweitrangige japanische Geheimdienstler diesen Posten übernommen hatten. Er arbeitete jetzt eng mit Ishiwara Kanji, Itagaki und weiteren Offizieren des kaiserlich-japanischen Heeres zusammen, die seit dem Sommer 1929 intensiv an einem konkreten Plan zur Besetzung der Mandschurei gearbeitet hatten. Doihara selbst war aber nicht die zentrale Figur, die hinter dem Ausbruch der Mandschurei-Krise stand, obwohl er Ishiwara und Itagaki bei der Umsetzung ihrer im Mai 1931 vollendeten Pläne half. Während die Hauptverschwörer eine rein militärische Eroberung der Mandschurei im Sinn hatten, konnte Doihara den Plan zur Errichtung eines Marionettenregimes als die politisch klügere Alternative durchsetzen. Er und seine Mitarbeiter begannen, um Unterstützung für eine zukünftige Herrschaft des ehemaligen Kaisers Puyi bei den lokalen chinesischen Geschäftsleuten und Beamten zu werben. Diese Bestrebungen fielen auf fruchtbaren Boden, da insbesondere in der Mandschurei viele reiche Mandschu eine Restauration des Kaisertums unbedingt wünschten. Zusätzlich nutzte Doihara auch panasiatische Propaganda, um die Chinesen auf seine Seite zu ziehen.
Gleichzeitig sorgte Doihara dafür, dass Zhang Xueliang durch andere Konflikte von der Mandschurei abgelenkt wurde. Im August 1931 ließ er den im japanischen Exil in Dairen lebenden Warlord Yan Xishan wieder in seine Heimatprovinz Shanxi fliegen, wo Yan nun wieder ein unberechenbarer Machtfaktor für die Kuomintang-Truppen unter Chiang wurde. Weiterhin ermutigte Doihara den Warlord Shi Yousan, ein weiteres Mal gegen Chiang Kai-shek zu rebellieren und mit seinen Truppen in die Provinz Hebei vorzudringen. Zhang Xueliang gelang es zwar, Shi Yousan zu stoppen, jedoch befanden sich seine Truppen nun zu einem großen Teil außerhalb der Mandschurei. Zhang, der neben seinen militärischen Funktionen auch ein sehr ausschweifendes Privatleben führte, ahnte nichts von den Vorbereitungen der Japaner.
Am 14. September, wenige Tage vor dem Ausbruch der Mandschurei-Krise, war Doihara nach Tokio gereist, um Premierminister Wakatsuki Reijirō und Außenminister Baron Shidehara Kijūrō von den Plänen des Militärs in Kenntnis zu setzen. Doihara gab danach japanischen Journalisten ein kurzes Interview, in dem er es ablehnte die Haltung der japanischen Regierung bezüglich der Mandschurei-Frage preiszugeben. Der Öffentlichkeit wurde dadurch nicht bekannt, dass Shidehara und Wakatsuki sich tatsächlich gegen eine Besetzung des Landes ausgesprochen hatten. Unabhängig davon begann das japanische Militär, seine im Geheimen mit Kaiser Hirohito abgestimmten Pläne in die Tat umzusetzen. Am 15. September verließ Doihara mit anderen Verschwörern Tokio. Im Gepäck hatte er eine nicht unbeträchtliche Summe Geldes, die zur Finanzierung von Uniformen, Munition sowie zur Bezahlung von Löhnen dienen sollte. Auf seinem Rückweg nach Mukden machte er jedoch eine nicht weiter begründbare Rast in Korea, wodurch das von ihm transportierte Geld verhältnismäßig nutzlos war. Das betrachtete man als einen Sabotageversuch, weshalb ihm seine Mitverschwörer danach nicht mehr vertrauten.
Nach einem fingierten Sprengstoffanschlag auf die in japanischem Besitz befindliche südmandschurische Eisenbahn am späten Abend des 17. September (Mukden-Zwischenfall) wurde in der darauffolgenden Nacht die unter dem Kommando von Zhang Xueliang stehende Garnison Mukdens überwältigt und die Luftwaffe des Warlords zerstört. Zhangs-Truppen leisteten auf Anweisung ihres Befehlshabers keinen Widerstand, weil der Kriegsherr zunächst von einem unglücklichen Missverständnis ausging.
Direkt nach dem japanischen Überfall, der angeblich dem Schutz der Bahnlinie diente, übernahm Doihara mit Zustimmung der lokalen chinesischen Prominenz die Funktion des Bürgermeisters von Mukden. In dieser Position begann er eine Polizeitruppe, bestehend aus mehreren hundert Chinesen, aufzustellen. Deren Hauptzweck war es, außenstehenden Beobachtern den Eindruck zu vermitteln, dass die lokale Bevölkerung sich gerade aus eigenem Antrieb von der Schreckensherrschaft des Warlords Zhāng befreite und das japanische Militär dabei lediglich unterstützte.
Während die militärische Besetzung der südlichen Mandschurei (bestehend aus den historischen chinesischen Provinzen Kirin und Fengtian) bis zum 25. September 1931 ein Erfolg war, waren sich die Japaner nicht im Klaren darüber, ob nicht doch eine der überraschten Großmächte wie beispielsweise Großbritannien, die USA oder die Sowjetunion zugunsten der Chinesen eingreifen würde. Am 5. Oktober 1931 schlug Doihara daher vor, die chinesische Stadt Jinzhou durch japanische Bomber angreifen zu lassen, um die genannten Großmächte und China noch weiter zu provozieren. Da nur auf diplomatischer Ebene protestiert, aber von keiner Seite ernsthafter militärischer Widerstand geleistet wurde, war es klar, dass die Invasion der Mandschurei international geduldet werden würde.
Die Gegenmaßnahmen der japanischen Regierung beschränkten sich auf die Absetzung Doiharas vom Posten des Bürgermeisters von Mukden im Oktober 1931 durch Außenminister Shidehara. Doihara war nun für die Öffentlichkeit der „unabhängige Berater der mandschurischen Provinzregierung“. In dieser Funktion „beriet“ er auch den neuen Bürgermeister Mukdens, den japantreuen chinesischen Anwalt Chao Ching-po.

### Etablierung des Vasallenstaats Mandschukuo
Nach der Besetzung der südlichen Mandschurei war der Kern eines de facto unter japanischer Kontrolle stehenden Gebietes geschaffen worden, das den Namen Mandschukuo tragen sollte. Um dem Gebilde auf internationaler Ebene einen legitimen Anschein zu geben, musste der neue „Staat“ jedoch auf Betreiben der lokalen chinesischen Bevölkerung entstanden sein und ein chinesisches Staatsoberhaupt haben. An dieser Stelle war es Doiharas Plan, dem ehemaligen chinesischen Kaiser Puyi die Position des Staatsoberhaupts zu übertragen. Nachdem die Eroberung der nordmandschurischen Stadt Qiqihar durch den Widerstand des chinesischen Generals Ma Zhanshan bis zum 18. November 1931 hinausgezögert worden war und Japan dadurch einen erheblichen Gesichtsverlust vor dem Völkerbund hinnehmen musste, war die Legitimation der Aggression ein vorrangiges Problem geworden.

#### Tianjin-Zwischenfälle

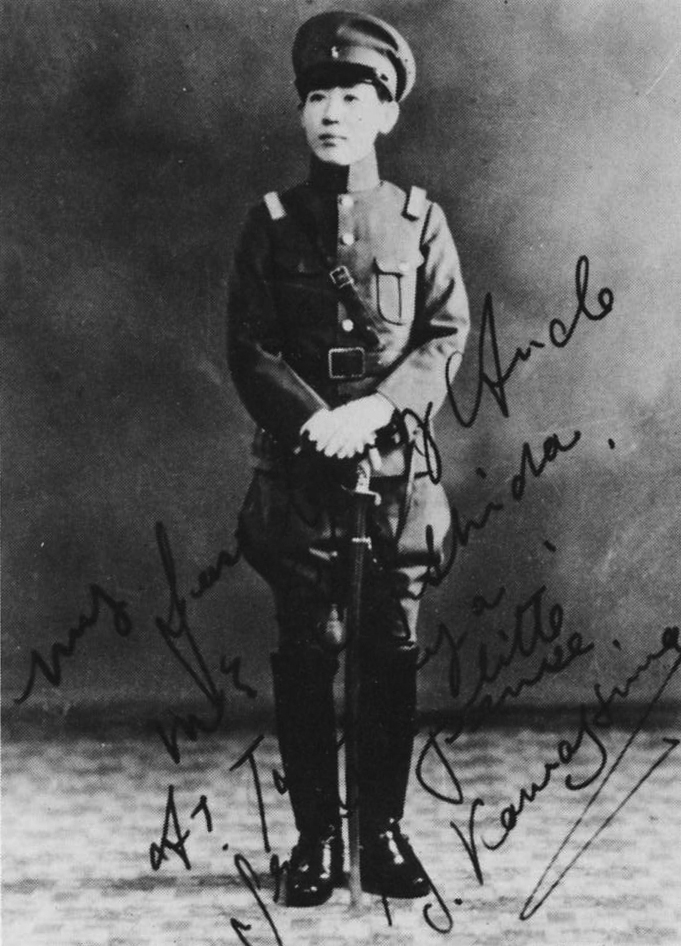
Nur mit Hilfe der Agentin Yoshiko Kawashima gelang es Doihara, den letzten Kaiser von China in die Mandschurei zu locken

Doihara telefonierte am Morgen des 30. Oktober 1931 mit Puyi und schlug ihm vor, in die japanisch besetzten Gebiete auszureisen, um Kaiser der Mandschurei zu werden. Der ehemalige Kaiser war jedoch nicht bereit, diesen Schritt zu unternehmen, bevor die Eroberung der Mandschurei vollständig abgeschlossen war und Japan seine Differenzen mit dem Völkerbund beigelegt hatte. Doihara argumentierte und diskutierte verzweifelt, konnte Puyi aber nicht umstimmen.
Doihara flog am gleichen Tag nach Tianjin und forderte über Itagaki die Hilfe von Kawashima Yoshiko („Östliches Juwel“) an, einer Mandschu-Prinzessin, die eine der besten Agentinnen der japanischen Geheimdienste war. Aufgrund ihres Standes und ihrer Freundschaft mit Puyis Hauptfrau hatte sie nahezu freien Zugang zu dem ehemaligen Kaiser. Doihara traf sich erstmals am späten Abend mit ihr in seinem Büro in der Tianjin-Residentur, wobei er aufgrund ihrer Verkleidung zunächst nicht erkannte, dass er es mit einer Frau zu tun hatte. Kawashima und Doihara „bearbeiteten“ Puyi und dessen Frau in den nächsten Tagen. Sie nutzten Kawashimas Freundschaft zu Puyis opiumsüchtiger Frau und auch fingierte Drohungen, um die beiden umzustimmen. Doihara arrangierte Drohanrufe und Scheinattentate auf Puyi, der zunehmend nervöser wurde. Am 10. November ließ er sich schließlich aus der japanischen Konzession Tianjin auf das Frachtschiff Awaji Maru schmuggeln, das ihn am folgenden Tag in die japanische Hafenstadt Port Arthur brachte. Dort standen Puyi und seine Frau, die ihm einen Monat später gefolgt war, unter der ständigen Beobachtung von Doiharas Gehilfen Tanaka Takayoshi, der das Paar auch mit Opium versorgte. Um die chinesischen und britischen Behörden und den Leibwächter Semjonow abzulenken, inszenierte Doihara einen Überfall von Bewaffneten auf eine chinesische Polizeistation, der ein acht Tage währendes Chaos in der Stadt hervorrief.
Nachdem es Doihara gelungen war, Puyi in den japanischen Machtbereich zu lenken, inszenierte er am 25. November eine zweite Gewaltwelle in Tianjin, deren Zweck die Verstärkung der bis dahin nur 1000 Soldaten umfassenden japanischen Garnison war. Auch bei diesem Vorhaben wurden die japanischen Militärs von der eigenen Regierung gebremst. Erst am 3. Januar 1932 gelang ihnen die Besetzung des Bezirks Jinzhou.

#### Abschluss der Eroberung der Mandschurei
Nach der Sicherung der japanischen Eroberungen gegen einen Angriff der KMT im Süden war Doihara mit der Konsolidierung der japanischen Herrschaft auf dem zukünftigen Staatsgebiet von Mandschukuo beschäftigt. Dazu gehörte die Unterwanderung der nordmandschurischen Stadt Harbin durch Tokumu-Kikan-Agenten in der Zeit bis zur Eroberung des Ortes durch japanische Truppen am 2. Februar 1932.
Gleichzeitig begann Doihara sich um den Aufbau einer mandschurischen Armee zu kümmern, die zur Aufrechterhaltung der Fassade eines unabhängigen Staates unerlässlich war. Er suchte unter den gefangenen Soldaten Zhang Xueliangs Freiwillige für diese Truppe. So bot er dem geschlagenen General Ma Zhanshan im Januar 1932 eine ranghohe Stelle in der neu zu schaffenden Armee an. Ma willigte ein und setzte sich wenig später zu den Japanern nach Shenyang ab.
Am 18. Februar 1932 wurde der neue Staat Mandschukuo durch die von Doihara zusammengestellte politische Gesellschaft in Shenyang proklamiert und sofort von Japan anerkannt. Am 1. März wurde Puyi als Präsident (大同 – Datong) des Staates Mandschukuo vereidigt. Damit hatten die japanischen Militärs und insbesondere Doihara ihre Ziele zunächst erreicht: Die Mandschurei konnte von der japanischen Industrie ohne weitere Schwierigkeiten ausgebeutet werden und auf internationalem Parkett erschien die japanische Intervention wie eine Hilfeleistung für die von skrupellosen Warlords ausgeplünderte chinesische Bevölkerung.

### Bekämpfung des chinesischen Widerstands in Mandschukuo

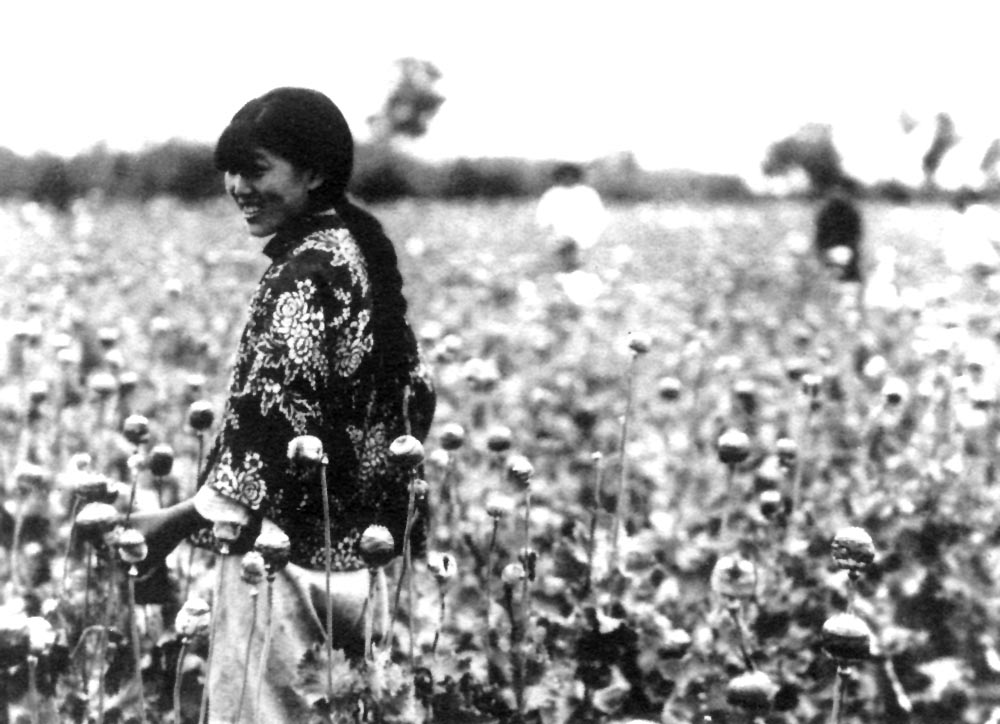
Feld mit reifem Schlafmohn im Staat Mandschukuo während der 1930er Jahre. Die Herstellung und der Verkauf von Opium waren für das japanische Militär ein wichtiges Mittel im Kampf um die Hegemonie über China und die einzige boomende „Industrie“ des neu gegründeten Staates.

Nach der Gründung des Staates Mandschukuo waren die japanische Armee und ihre chinesischen Verbündeten jedoch nicht in der Lage, das Gebiet der Mandschurei vollständig zu kontrollieren. Der chinesische General und Warlord Ma Zhanshan ordnete sich zunächst scheinbar den neuen Machthabern unter, nachdem Doihara mit ihm Verhandlungen geführt hatte. Ma erhielt den Posten des Kriegsministers in der neu gebildeten Regierung der Mandschurei und von Doihara finanzielle Mittel, um seine Truppe neu auszurüsten. Tatsächlich begann Ma am 1. April 1932 ausgehend von Qiqihar wieder gegen die Japaner vorzugehen, mit dem Ziel die chinesische Herrschaft über die Provinz wiederherzustellen. In der Folge flammte immer wieder militärischer Widerstand gegen die japanische Besatzung des Landes auf, obwohl es dem japanischen Militär wenig später gelang, Mas Streitmacht ein zweites Mal zu zerschlagen und den General zur Flucht in die Sowjetunion zu zwingen. Mas Nachfolge übernahm die Gesellschaft der Blauhemden (chin. 藍衣社), eine 1931 von ehemaligen Studenten der Whampoa-Militärakademie gegründete Geheimgesellschaft.
Tatsächlich leistete ein großer Teil der ärmeren Bevölkerung Mandschukuos Widerstand gegen das neue Regime, sodass sich die Japaner veranlasst sahen, jegliche Opposition gegen ihre Herrschaft gewaltsam zu unterdrücken. Auch an diesen Bemühungen war Doihara als Chef der lokalen Tokumu-Kikan-Abteilung maßgeblich beteiligt. Er begann wie bereits in Tianjin ein Netzwerk von Spitzeln und Schlägertrupps aufzubauen, das wieder zu einem Teil aus den Kreisen der russischen Bürgerkriegsflüchtlinge rekrutiert wurde, andererseits aus „patriotischen“ Yakuza bestand. (→Kodama Yoshio) Diese Kräfte sollten jegliche Form antijapanischen Widerstands aufspüren und diesen dann mit aller Brutalität bekämpfen.
Eine Schilderung von Doiharas Vorgehen findet sich in den Memoiren des Italieners Amleto Vespa, der am 14. Februar 1932 in Mukden von Doihara für die Tokumu Kikan angeworben wurde. Vespa arbeitete nicht freiwillig mit den Japanern zusammen, sondern wurde von Doihara offen bedroht und erpresst:

“[…] I know that if you want to, you can do much and do it well. On the other hand, if you do little and do it badly, it will mean that you are not working willingly; and“—slowly and deliberately—“it is my habit to shoot those who give proof of ill-will.”

„[…] Ich weiß, dass Sie, wenn Sie wollen, sehr viel und das gut machen können. Auf der anderen Seite, wenn sie wenig machen und das schlecht, bedeutet das, dass sie nicht arbeiten wollen; und – langsam und drohend – „es ist meine Art, diejenigen zu erschießen, die Beweise ihrer Feindseligkeit geben.“

Vespa überlieferte auch die Doihara eigene faschistische Einstellung gegenüber anderen Völkern:

“[…] and that when you get used to the Japanese and know them better, you will become convinced that they are thousand times better than the Chinese, that they are far superior to the Americans or any other race on earth. Any European ought to be proud able to work for the Japanese.”

„[…] und wenn Sie sich an die Japaner gewöhnt haben und sie besser kennen, werden Sie überzeugt davon sein, dass die Japaner tausendmal besser sind als die Chinesen, dass sie den Amerikanern oder jeder anderen Rasse auf der Erde weit überlegen sind. Jeder Europäer sollte stolz darauf sein, für die Japaner arbeiten zu dürfen.“

### Zwischenspiel in Tianjin
Aufgrund des Erfolges bei der Erfüllung seiner Missionen wurde Doihara am 11. April 1932 zum Generalmajor (少将, shōshō) befördert. Er hatte aber nach der Etablierung des Staates Mandschukuo eine Machtposition erreicht, die seinen Vorgesetzten nicht mehr geheuer war. Daher wurde er für den Rest des Jahres 1932 bis zum Februar 1933 auf den Posten des Befehlshabers der 9. Infanterie-Brigade der 5. Japanischen Division (in Tientsin?) versetzt und war dort in der lokalen Tokumu Kikan tätig, die von Itagaki geleitet wurde. Doihara und Itagaki heuerten über 1000 Spitzel an, die bei Bedarf Unruhen stiften konnten. Itagaki versuchte chinesische Warlords zu einer weiteren Rebellion gegen Chiang zu bewegen, war aber nicht erfolgreich, da der von ihm aufgebaute Anführer Chang Ching-yao im Mai 1933 von den Blauhemden ermordet wurde.

### Ausdehnung des japanischen Machtbereiches auf Nordchina und die innere Mongolei
Im März 1933 wurde Doihara von Kaiser Hirohito persönlich mit der Aufgabe betraut, korrupte chinesische Befehlshaber in Nordchina ausfindig zu machen und diese bei der Gründung eigener von japanischer Hilfe abhängiger Staaten zu unterstützen. Am 16. Oktober 1933 wurde Doihara deshalb wieder auf den Posten des Chefs der Tokumu Kikan in Mukden berufen. In der Zwischenzeit war infolge erfolgloser Rückeroberungsversuche des Warlords Zhang Xueliang und einer Gegenoffensive japanischer Einheiten (→Operation Nekka) auch die Provinz Rehe in das Staatsgebiet von Mandschukuo eingegliedert worden.
Das einzige Hindernis, das die Japaner noch von einer weiteren Expansion in Richtung Süden abhielt, war die in sowjetischer Hand befindliche Chinesische Osteisenbahn. Während des Jahres 1934 waren die Japaner hauptsächlich damit beschäftigt, die Eigentumsrechte dieser Bahnlinie von der Sowjetunion zu erlangen und stellten vorläufig ihre aggressiven Vorstöße in Richtung China ein. Doiharas Tokumu Kikan unterstützte diese Bemühungen durch die Organisation von Überfällen auf Züge und Bahnstationen der Eisenbahnlinie. Das sowjetische Außenministerium unter Litwinow war an einer Verbesserung der sowjetisch-japanischen Beziehungen interessiert und gab deshalb den japanischen Forderungen nach. Am 23. März 1935 wurden die sowjetischen Eigentumsrechte an der Bahnlinie an den Marionettenstaat Mandschukuo verkauft.
Parallel dazu begann Doihara die Planungen für die Expansion des japanischen Einflussgebietes auf Nordchina auszuarbeiten und abzustimmen. Ein erster Entwurf wurde am 18. April 1934 an das Hauptquartier der kaiserlich-japanischen Armee in Tokio übermittelt. Ab Juni 1934 versuchte Doihara den Anführer der nach mehr Autonomie strebenden mongolischen Minderheit Prinz Demchugdongrub (chinesisch 德穆楚克棟魯普, auch Prinz Te) in das japanische Lager zu ziehen, was nur durch Geldzahlungen Chiang Kai-sheks an Demchugdongrub vorläufig verhindert wurde. Am 7. Dezember 1934 fand schließlich eine Versammlung des vom Militär dominierten inneren Kabinetts der japanischen Regierung statt, auf der die Loslösung der fünf nordchinesischen Provinzen Chahar, Hebei, Shandong, Shanxi und Suiyuan aus dem Einflussbereich der chinesischen Zentralregierung in Nanking als Zielsetzung der japanischen Außenpolitik beschlossen wurde.
Durch den Beschluss des Kabinetts war für Doihara grünes Licht gegeben worden. Im Februar 1935 unternahm er eine zweimonatige Reise nach Zentral- und Südchina, um Gespräche mit Feinden Chiang Kai-sheks zu führen. Konspirativ war diese Reise nur bedingt. Doihara gab der Presse Interviews mit propagandistischen Statements, die es jedoch nicht allzu schwer machten, seine Intentionen und die des japanischen Militärs richtig zu deuten. So äußerte er zynisch in einem Interview in Hongkong:

“What have I been doing this year in Peiping, in Tientsin, in Shanghai, in Nanking and here in beautiful Hongkong? Really, gentlemen, I am but a general! What has a general to do in time of peace?”

„Was habe ich in diesem Jahr in Peiping, in Tientsin, in Shanghai, in Nanking und hier im schönen Hongkong gemacht? Tatsächlich, meine Herren, bin ich ein General! Was hat ein General in Zeiten des Friedens zu tun?“

und zwei Wochen später in Shanghai:

“Eventually I discovered that the Southwest leaders are as keenly alive as are those of the Chinese Government in Nanking to the necessity for Chino-Japanese cooperation, but they had not publicly expressed their views for reasons of political expediency.”

„Ich entdeckte, dass die Führer des Südwestens genauso wie die der chinesischen Regierung in Nanking von der Notwendigkeit einer chinesisch-japanischen Zusammenarbeit überzeugt sind, aber ihre Ansichten aus politischen Zwängen nicht öffentlich kundgetan haben.“

Der japanische Geheimdienstoffizier war so sehr von sich selbst und der Schwäche der Nankinger Zentralregierung überzeugt, dass er es nicht mehr nötig zu haben schien, seine Absichten zu verbergen.
Doihara plante die künstliche Schaffung einer von Chinesen getragenen Nordchina-Autonomiebewegung mit geheimdienstlichen Mitteln und die anschließende Hilfeleistung japanischen Militärs für diese Bewegung hinausliefen. Durch diese Hilfeleistung sollten in den fünf Provinzen scheinbar autonome Regierungen geschaffen werden. Diese verdeckte japanische Expansion sollte stattfinden, ohne dabei dieselben Indizien für eine Aggression wie im Fall der Mandschurei-Krise zu offenbaren, die von der Lytton-Kommission festgestellt wurden und deshalb in letzter Konsequenz zum Austritt Japans aus dem Völkerbund führten. Westliche Beobachter würden zwar die wahren Zusammenhänge vermuten können, jedoch auch sehr große Schwierigkeiten damit haben, Beweise für die neuerliche Aggression Japans zu finden.
Die Gelegenheit, den diplomatischen Druck auf die Nankinger Regierung zu erhöhen, ergab sich schließlich im Mai 1935, als mehrere anti-japanische Demonstrationen in Peiping und Tientsin stattfanden. Zwei Offiziere der kaiserlich-japanischen Armee besuchten daraufhin den lokalen Repräsentanten der Nankinger Regierung in Peiping He Yingqin und verlangten unter Androhung von militärischer Gewalt den Rückzug sämtlicher Kader der Kuomintang aus Nordchina und die Schaffung eines eigenständigen politischen Organs für die Region Peking-Tientsin. Dieser Streit endete mit der Unterzeichnung der He-Umezu-Vereinbarung, die im Kern den Rückzug sämtlicher Truppen der Kuomintang aus der Provinz Hebei und die Auflösung der Blauhemden vorsah. Ähnliche politische Auswirkungen hatte die als Nord-Chahar-Zwischenfall bekannt gewordene Verhaftung von vier japanischen Geheimdienstoffizieren in der Provinz Chahar am 5. Juni 1935. Obwohl die Offiziere sehr bald wieder freigelassen worden waren, begann Doihara der lokalen Provinzregierung offen mit einem Einmarsch japanischer Truppen zu drohen. Der Streit wurde in Verhandlungen vom 23. Juni bis 27. Juni durch die Unterzeichnung einer Vereinbarung zwischen Doihara und dem chinesischen Beamten Qin Dechun beigelegt, die die Demilitarisierung der Provinz Chahar zur Folge hatte. Der Beamte Qin hatte mit Wissen des Provinzgouverneurs von Chahar seine Kompetenzen weit überschritten, was von Chiang Kai-shek aber nicht verhindert werden konnte. Beide Abkommen wurden von chinesischer Seite als große Schande wahrgenommen und stärkten den Widerstandswillen der chinesischen Bevölkerung.

#### Der Fünf-Provinzen-Autonomieplan scheitert

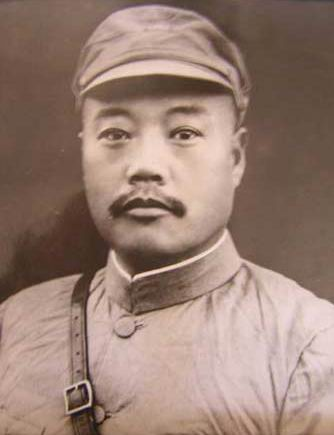
Song Zheyuan, Provinzgouverneur von Chahar

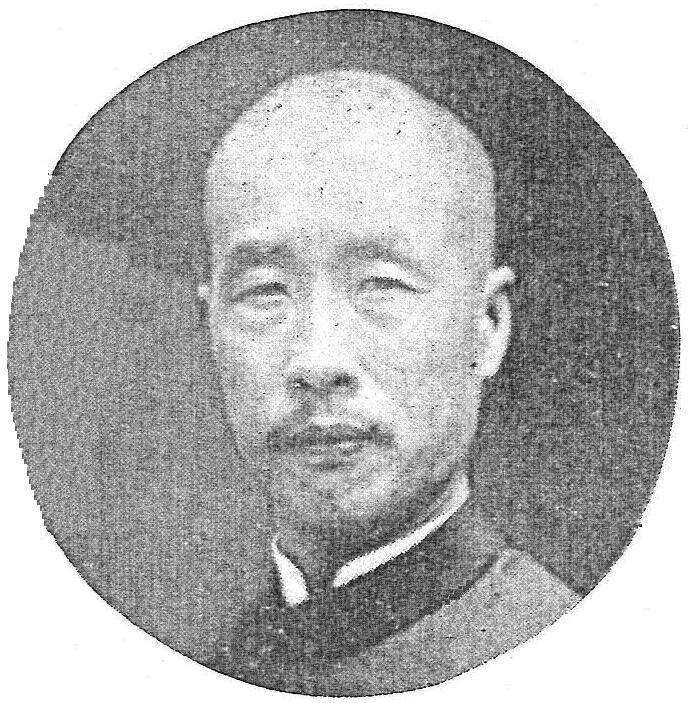
Han Fuju, Provinzgouverneur von Shandong

Nach der Unterzeichnung der Doihara-Qin-Vereinbarung blieb Doihara weiterhin in Nordchina, wo er ein pro-japanisches autonomes Regime durch die Einbindung verschiedener Kriegsherren auf dem Gebiet der fünf Nordprovinzen zu errichten versuchte. Damit geriet er als Chef der Tokumu Kikan der Kwantung-Armee in Konkurrenz zu Tada Hayao, dem neuen Befehlshaber der japanischen China-Armee (jap. 支那駐屯軍 Shina Chūtongun), der das als einen Eingriff in seinen Zuständigkeitsbereich ansah. Doihara versuchte für das von ihm geplante Regime verschiedene Machthaber der 1920er Jahre wie Wu Peifu, Cao Kun und Duan Qirui als Führungsperson zu gewinnen. Sein Hauptaugenmerk legte er aber auf die Gouverneure der fünf Provinzen. Im September flog Doihara nach Taiyuan um den Gouverneur der Provinz Shanxi Yan Xishan für seine Bewegung zu gewinnen. In der Provinz Shandong konnte er den Gouverneur Han Fuju dazu bringen, sämtliche Aktivitäten der KMT zu verbieten. Der Gouverneur der Provinz Chahar Song Zheyuan wurde sogar dazu genötigt, projapanische Organisationen zu unterstützen.
Die Aktivitäten Doiharas sorgten für große Unruhe bei der Nankinger Regierung und Chiang Kai-shek begann seinerseits alle Gouverneure der fünf Nordprovinzen aufzusuchen und von ihnen Loyalität gegenüber der Republik China zu fordern. Doiharas Tätigkeit wurde von Tada kolportiert, als der Chef der japanischen China-Armee die Autonomie der fünf Nordprovinzen öffentlich in einem Zeitungsinterview forderte und so für sich selbst die Führerschaft der Nordchina-Autonomiebewegung reklamierte.
Nach einem Treffen zur Abstimmung der japanischen Strategie in Dairen vom 12. bis 14. Oktober begann Doiharas Tokumu Kikan Unruhen im Landkreis Xianghe (Hebei) zu provozieren. Unter japanischer Anleitung organisierten chinesische Anführer eine „Autonomie-Bewegung“, die am 23. Oktober die Unabhängigkeit des Kreises von der Provinz Hebei erklärte. Das chinesische Militär, das diese Bewegung leicht hätte unterdrücken können, zögerte wegen der offensichtlichen japanischen Beteiligung und akzeptierte die Autonomie des Kreises am 26. Oktober 1935. Im selben Zeitraum gelang es Doihara, Prinz Demchugdongrub davon zu überzeugen, dass die Autonomiebestrebungen der mongolischen Minderheit im Interesse des japanischen Militärs waren.
Ermutigt von dem erneuten Zeichen chinesischer Schwäche plante Doihara im November 1935 seine Nordchina-Autonomie-Bewegung ins Leben zu rufen und machte das in japanischsprachigen Zeitungen publik. Er traf sich mit General Tada am 6. November in Tientsin, um das gemeinsame Vorgehen zu koordinieren. Schwierigkeiten ergaben sich. Gouverneur Yan Xishan hatte in Wahrheit nicht die geringste Absicht mit den Japanern zusammenzuarbeiten, sondern wollte von Chiang Kai-shek Zusagen für größere Truppenkontingente im Falle eines japanischen Angriffs erhalten. Da Yen die Kontrolle über die Provinz Shanxi und auch über große Teile von Suiyuan hatte, beschränkte Doihara sich auf Chahar, Hebei und Shandong. Doihara versuchte jetzt unter Androhung eines Einmarsches der Kwantung-Armee am 20. November 1935 die Gouverneure Song Zheyuan, Shang Chen und Han Fuju dazu zu zwingen, in Peiping die Autonomie ihrer Provinzen zu erklären. General Tada hielt sich zurück und ordnete den Aufmarsch der China-Armee nicht an. Chiang Kai-shek seinerseits war bereit, im Falle einer Unabhängigkeitserklärung der fünf Nordprovinzen einen Krieg mit den Japanern und ihren chinesischen Verbündeten zu beginnen. Dies machte er auch den betreffenden Provinzgouverneuren unmissverständlich klar.
Mit der Androhung eines japanischen Einmarsches hatte Doihara seine Kompetenzen überschritten. Die japanische Regierung, obwohl inzwischen völlig vom Militär beherrscht, war zu diesem Zeitpunkt noch nicht gewillt, sich auf einen Krieg in China einzulassen. Dies wurde Chiang Kai-shek bei einem Treffen mit dem japanischen Botschafter Ariyoshi Akira am 20. November mitgeteilt. Doihara sei nur als Privatperson in Nordchina unterwegs. Chiang Kai-shek seinerseits sicherte nachdrücklich den drei Provinzgouverneuren militärische Hilfe im Falle eines japanischen Angriffs zu. Der sich bereits in Peiping aufhaltende Song verließ deshalb am 19. November die Stadt und reiste nach Tientsin ohne mit Doihara zu sprechen. Gouverneur Shang ließ den Termin vom 20. November mit öffentlich verbreiteten „Entschuldigung“ verstreichen, er habe sich eine Heizofenvergiftung zugezogen, weil er sich zu nahe an einem Heizofen aufgehalten hätte. Doihara wurde lächerlich gemacht. Chinesische Zeitungen berichteten, nicht ohne auf Doihara als den Urheber zu verweisen, am 20. November vom Zusammenbruch der Nordchina-Autonomiebewegung. Diese Information musste Doihara kurz angebunden japanischen Journalisten bei seiner Abreise aus Peiping bestätigen.
Doihara flog nach Jinan, um wenigstens den Provinzgouverneur von Shandong Han Fuju zur Zusammenarbeit zu bewegen. Han traf sich mit Doihara, weigerte sich aber auf seine Forderungen einzugehen. In seiner Wut drohte Doihara Han auf der Stelle töten zu lassen, worauf dieser antwortete: „Ah, wie interessant. Es ist jetzt 11:25 [23:25]. Bevor ich hierher gekommen bin, habe ich meine Truppen angewiesen, jeden Japaner in der Stadt zu massakrieren, falls ich nicht bis Mitternacht zurückkehre. Guten Abend.“ Han ließ einen wutschnaubenden Doihara zurück. Der japanische Meisterspion hatte einen empfindlichen Gesichtsverlust erlitten.

#### Eskalation und Ende des japanischen Expansionsversuchs

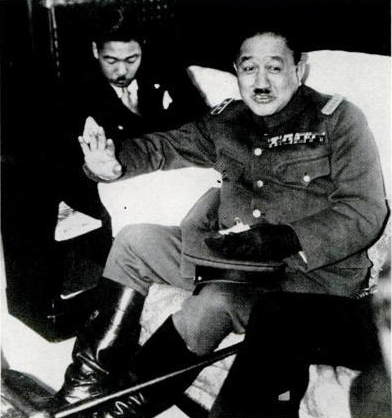
Pressefoto von Doihara Kenji (Februar–März 1936)

Als Han die Residentur der Tokumu Kikan in Jinan verließ, begriff Doihara, dass seine Idee der Fünf-Provinzen-Autonomie gescheitert war. Aufgeben wollte er allerdings nicht und verfolgte deshalb das weniger ambitionierte Ziel, vorläufig nur die Provinzen Chahar und Hebei in den japanischen Einflussbereich zu ziehen. Am 23. November bat Song Zheyuan, dessen Provinz Chahar besonders exponiert zu den japanisch kontrollierten Gebieten lag, Doihara darum, den Termin für die Erklärung der Unabhängigkeit von Nanking aufzuschieben. Doihara lehnte ab. Am nächsten Tag erklärte Yin Rugeng, der Befehlshaber der Polizeikräfte der in der Ho-Umezu-Vereinbarung festgelegten demilitarisierten Zone, nach Doiharas Anweisung hin dieses Gebiet für unabhängig. Am 25. November wurde in Doiharas und Song Zheyuans Anwesenheit der antikommunistische autonome Rat von Ost-Hebei unter Yins Vorsitz konstituiert, der ein Gebiet aus 22 Landkreisen mit insgesamt 5 bis 6 Millionen Einwohnern kontrollierte und seinen Sitz in der Stadt Tongzhou hatte. In Tientsin fanden von Japanern organisierte Demonstrationen für die Unabhängigkeit Nordchinas statt. In Peiping hingegen begannen chinatreue nationalistische Studenten gegen die Einrichtung des autonomen Rates von Ost-Hebei zu protestieren, da sie mit Recht die Entstehung eines zweiten Mandschukuo befürchteten.
Die Reaktion der Nankinger Zentralregierung auf Doiharas Sezessionsbestrebungen erfolgte schnell: Am 26. November wurde von Chiang ein Haftbefehl gegen Yin Rugeng erlassen und der Polizeichef auf die schwarze Liste der immer noch aktiven Blauhemden gesetzt. Song Zheyuan hingegen wurde der Posten des Befriedungsbeauftragten für die Provinzen Hebei und Chahar zugewiesen, womit er zum ranghöchsten Militär in zwei Provinzen aufstieg. Am 27. November ließ der entnervte Doihara daraufhin 3000 japanische Soldaten in das Gebiet von Ost-Hebei einmarschieren. Gleichzeitig nahm die Intensität der Proteste der Peipinger Studenten weiter zu. Nordchina war zu einem Pulverfass geworden, das jederzeit einen Krieg zwischen Japan und der Nankinger Regierung auslösen konnte. Um die Situation zu deeskalieren, begannen ab dem 3. Dezember Verhandlungen zwischen den Japanern und Vertretern der Nankinger Regierung. Die Proteste der Pekinger Studenten arteten am 5. Dezember in gewaltsame Auseinandersetzungen aus, als Polizeikräfte die Protestkundgebungen auflösten. (→Bewegung des 5. Dezember 1935) Da die Vertreter der Nankinger Regierung aufgrund der heftigen Demonstrationen die Verhandlungen erneut verzögerten, spielte Doihara wiederum die militärische Karte, indem er am 8. Dezember eine von der Kwantung-Armee unterstützte mongolische Marionettenarmee in Chahar einmarschieren ließ. Diese Armee eroberte bis zum 25. Dezember den ganzen Norden und die Zentralregion der Provinz Chahar. Am 11. Dezember 1935 wurde schließlich ein Kompromiss zwischen beiden Seiten geschlossen, der die Bildung eines politischen Rates von Hebei-Chahar unter der Leitung von Song Zheyuan vorsah. Das Gremium vertrat die Interessen der Nankinger Regierung als auch die der Japaner.
Doihara versuchte jetzt den von ihm als Provisorium angesehenen antikommunistischen autonomen Rat von Ost-Hebei mit dem politischen Rat von Hebei-Chahar zu vereinigen. Dies scheiterte am Widerstand von Yin Rugeng, der das Gremium kurzerhand am 25. Dezember 1935 in antikommunistische autonome Regierung von Ost-Hebei umbenannte. Im Januar und Februar 1936 war Doihara deshalb mit den Verhandlungen zur Vereinigung der beiden Gremien befasst. Er versuchte dabei erfolglos ganz Hebei in die demilitarisierte Zone unter Yin Rugeng einzugliedern, was am Widerstand von Song Zheyuan scheiterte. Gleichzeitig eskalierte der Streit mit Tada Hayao so sehr, dass der für die japanischen Spionageabteilungen in Asien zuständige Koordinator der 2. Abteilung des kaiserlich-japanischen Generalstabs Kita Seiichi nach China entsandt wurde, um zu schlichten. Doihara warf Tada Untätigkeit vor, die zum Scheitern des Fünf-Provinzen-Autonomieplans geführt hätte. Tada wiederum konterte mit seinem Anspruch auf Nordchina als Operationsgebiet. Kita erkannte unversöhnliche Standpunkte und ordnete die Rückführung beider Kontrahenten nach Japan an. Ein letzter Erfolg Doiharas war die Ausrufung eines unabhängigen mongolischen Staates in der Provinz Chahar unter Prinz Demchugdongrub am 12. Februar 1936. (→Mengjiang)
Anfang März verließ Doihara China. Am 7. März 1936 wurde er zum Generalleutnant befördert und bald darauf auf einem weniger bedeutenden Posten innerhalb des japanischen Militärapparates „geparkt“: Auf der einen Seite war es ihm gelungen, Chahar und Ost-Hebei in die japanische Einflusssphäre zu ziehen, auf der anderen Seite hatte er jedoch seine Kompetenzen überschritten, damit beinahe einen Krieg ausgelöst und einen erheblichen Gesichtsverlust des japanischen Militärs verursacht. Der japanischen Führungsebene war klar geworden, das eine weitere Ausdehnung der Einflusssphäre in China nur noch mit militärischer Gewalt zu erreichen war, sodass Doiharas Geheimdienstoperationen als überflüssig angesehen wurden.
Vom 23. März 1936 bis Ende Februar 1937 war Doihara der Befehlshaber der direkt in Japan stationierten 1. Versorgungs-Division. Obwohl er vorläufig im Abseits stand, hatte er in Nordchina eine instabile politische Konstellation hinterlassen, deren Spannungen sich bald im Beginn des Zweiten Japanisch-Chinesischen Krieges entladen sollten.

### Erste Phase des Zweiten Japanisch-Chinesischen Krieges
Ab dem 1. März 1937 war Doihara der Befehlshaber der 14. Division, die der Kwantung-Armee untergeordnet war. Mit Beginn des Zweiten Japanisch-Chinesischen Krieges am 7. Juli 1937 wurde Nordchina das Operationsgebiet der Division, die am 28. August der neu formierten Nordchina-Regionalarmee (jap. 北支那方面軍, kita-shina hōmen-gun) unter Terauchi Hisaichi zugeordnet wurde. Die Überquerung des Grenzflusses Yongding He am 14. September 1937 war eine der ersten Operationen der Division unter Doiharas Kommando. Es folgten die Eroberung der Stadt Baoding und ein Vormarsch entlang der Bahnlinie Peiping-Hankou (heute Teil der Jing-Guang-Linie), der bis Anfang November 1937 andauerte. Bei der Stadt Anyang gelang es Doiharas Division einen chinesischen Gegenangriff abzuwehren, sie blieb aber bis zum Februar 1938 in Stellungen bei der Stadt. Es folgte ein Angriff entlang des westlichen Ufers des Gelben Flusses, der bis zum 26. Februar fortgesetzt wurde. Anschließend wurde die Division in das Gebiet um die Stadt Pu am Ufer des Gelben Flusses verlegt, wo sie bis Anfang Mai in Bereitschaft lag.

#### Schlacht von Lanfeng
Hauptartikel: Schlacht von Lanfeng
Zu diesem Zeitpunkt war die Schlacht um den strategisch wichtigen Eisenbahnknoten Xuzhou in ihrer Endphase. Um den Rückzug der chinesischen Truppen aus der Stadt zu behindern und die Sprengung der Dämme des Gelben Flusses zu unterbinden, begann Doihara mit der erfolgreichen Überquerung des Gelben Flusses bei Pu Hsien eine Offensive gegen die westlichen Verteidigungsstellungen der chinesischen Armeen. Am 14. Mai gelang Doihara die Eroberung der Stadt Hotse. Ermutigt von dem Erfolg befahl Doihara einen Angriff in westlicher Richtung über die Stadt Lanfeng. Dieser Angriff bedrohte die gesamte nördliche Flanke der chinesischen Verteidiger. An diesem Punkt führten jedoch die Doihara fehlende militärische Führungspraxis sowie seine Arroganz gegenüber den Chinesen zu einer Beinahe-Katastrophe. Doihara bedachte nicht, dass er die Nachschublinien der 14. Division einem chinesischen Gegenangriff ungeschützt aussetzte und dass die chinesischen Truppen bei der 45 Kilometer entfernten Stadt Kaifeng seiner Division zahlenmäßig weit überlegen waren. Unverhofft ging Doiharas Truppen die Munition aus. Die chinesischen Verteidiger gingen zum Gegenangriff über und schlossen die 14. Division bei Lanfeng am Ufer des gelben Flusses ein. Über Nacht waren Doiharas Truppen in eine verzweifelte Lage geraten und die Vernichtung der Division drohte. Allein die fehlende Koordination der chinesischen Einheiten untereinander und ein völlig unpassender Rückzugsbefehl Chiang Kai-sheks verhinderte eine vollständige Niederlage Doiharas. Seine eingeschlossene Division wurde am 24. Mai 1938 von anderen japanischen Einheiten entsetzt und konnte sich ab dem 27. Mai aus dem Gebiet um Lanfeng zurückziehen. Als die Division schließlich am 2. Juni aus dem Kampf genommen wurde, hatte sie über die Hälfte ihrer Soldaten verloren. Doiharas Ruf als militärischer Befehlshaber war dauerhaft beschädigt.

### Chef der Take Kikan
Doiharas Vorgesetzten wurde bewusst, das er viel besser für nachrichtendienstliche Tätigkeiten geeignet war. Deshalb wurde er am 28. Mai 1938 dem Generalstab der Kwantung-Armee als Chef einer von ihm aufzubauenden Tokumu Kikan unterstellt. Doiharas Nachrichtendienst erhielt den Decknamen Take Kikan (jap. 竹特務機関, Bambus-Nachrichtendienst), wurde umgangssprachlich aber häufig als Doihara Kikan bezeichnet. Das Hauptquartier des Dienstes befand sich in Shanghai. Weitere bekannte Mitglieder dieser Spionageeinheit waren Banzai Rihachirō, und Generalmajor Wachi Takaji. Die Aufgabe von Doiharas Organisation war die Destabilisierung der KMT mit nachrichtendienstlichen Mitteln, die zu einem Ende der sich Mitte des Jahres 1938 abzeichnenden Patt-Situation im Zweiten Chinesisch-Japanischen Krieg führen sollte.
Doihara verfolgte zwei konkrete Ziele. Zum einen sollte die Hankou verteidigende chinesische Guangxi-Armee unter Li Zongren aus dem Lager der KMT gezogen werden, da Li sich zwar der KMT untergeordnet hatte, jedoch immer noch ein gespanntes Verhältnis zu Chiang bestand. Zweitens sollte mit Hilfe politischer Dinosaurier wie Wu Peifu, Jin Yunpeng und Tang Shaoyi eine mit den Japanern kollaborierende Gegenregierung zur KMT unter Chiang geschaffen werden. Der Plan, die Guangxi-Armee zu einer Kollaboration mit den Japanern zu bewegen, wurde von Wachi Takaji ausgeführt und scheiterte schnell. Der ehemalige Premierminister der Republik China Jin Yunpeng hatte sich aus der Politik zurückgezogen und lebte als Mönch. Es gelang Doihara nicht, Jin von der Erfüllung seines heiligen Gelübdes abzubringen. Tang Shaoyi hatte gute Beziehungen zu Chiang Kai-shek und der KMT, befürwortete jedoch eine panasiatische Politik, die auch das erklärte Ziel von Doihara war. Deshalb wandte sich Tang Doihara zu und verfasste ein Telegramm mit einem Friedensangebot an die Japaner, dessen Veröffentlichung den Beginn der gemeinsamen Regierung mit Wu Peifu darstellen sollte. Als das Chiang bekannt wurde, ließ er Tang durch einen Agenten des Yutong-Geheimdienstes am 30. September 1938 ermorden.
In der Folgezeit versuchte Doihara immer wieder Wu Peifu zur Kollaboration mit den Japanern zu überreden. Im Dezember 1938 gelang ihm aber, den in Opposition zu Chiang Kai-shek stehenden Politiker Wang Jingwei anstelle von Tang Shaoyi für die Position des Regierungschefs der japanfreundlichen Marionettenregierung zu gewinnen. Gemeinsam versuchten sie im Sommer 1939 erfolglos, Wu Peifu in diese Regierung einzubinden. Kurze Zeit später verstarb Wu. Gleichzeitig baute Doihara einen Geheimdienst zum Schutz der chinesischen Kollaborationsregierung auf, da Wang und andere mit den Japanern kooperierende Politiker ständig mit Attentaten des von der KMT eingerichteten Yatong-Nachrichtendienstes rechnen mussten.

### Aufstieg in die japanische Führungsebene – Pazifikkrieg

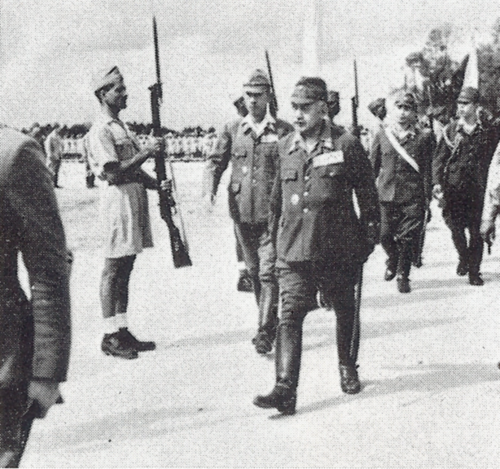
General Doihara Kenji inspiziert Truppen der Indian National Army (Singapur, 1944)

Die Einsetzung von Wang Jingwei war die letzte bedeutende Geheimdienstoperation, die Doihara ausführte. Am 19. Mai 1939 wurde er zum Befehlshaber der erneut aufgestellten 5. Japanischen Armee ernannt. Diese Armee sollte die Grenze der Mandschurei zur Sowjetunion hin sichern.
Am 28. September 1940 wurde Doihara in den japanischen Militärrat (japanisch 軍事参議院, gunji sangiin) berufen und übernahm von Tōjō den Posten des Generalinspekteurs der japanischen Heeresluftwaffe. Im Rat befürwortete er in der Sitzung vom 4. November 1941 den Angriffsplan auf Pearl Harbor, weil er der Meinung war, dass Japan aufgrund des kurz zuvor in Kraft getretenen US-Embargos und der damit hervorgerufenen Erdölknappheit nur einen kurzen Krieg gegen die Sowjetunion führen könne. Er spekulierte dabei darauf, dass das Land unter den deutschen Angriffsschlägen zusammenbrechen würde. Erst dann sollten japanische Truppen in die Sowjetunion einmarschieren. Die US-amerikanischen Geheimdienste vermuteten, das Doihara nach dem Ende seiner Spionagetätigkeit in China mit dem Ausbau der deutsch-japanischen Beziehungen über den Botschafter Eugen Ott befasst war.
Am 1. Mai 1943 übernahm Doihara den Posten des Befehlshabers des östlichen Militärdistrikts (jap. tōbugun). Am 22. März 1944 wurde er zum Befehlshaber der neu aufzubauenden 7. japanischen Regionalarmee (japanisch 第七方面軍 Dai nana hōmen gun) in Südostasien ernannt und richtete sein Hauptquartier in Singapur ein. Gleichzeitig war er Gouverneur der malayischen Provinz Johor. Doihara war in dieser Zeit mitverantwortlich für die Existenz einer Reihe von Kriegsgefangenenlagern auf der malaiischen Halbinsel, Sumatra, Java und Borneo.
Als er am 7. April 1945 von Itagaki abgelöst wurde und wenig später nach Japan zurückkehrte, wurde Doihara zum Generalinspekteur der japanischen Militärausbildung ernannt. Damit war er auf einen der drei prestigeträchtigsten Posten innerhalb des kaiserlich-japanischen Heeres gelangt. Wenig später wurde er erneut in den japanischen Militärrat berufen. Beide Positionen behielt er bis zum August 1945. Doihara gehörte zu der Mehrheit der japanischen Militärs, die für eine unbedingte Fortsetzung des Krieges plädierten, obwohl die militärische Lage Japans schon seit langem hoffnungslos geworden war. Während und nach der Kapitulation Japans übernahm er noch das Kommando über zwei verschiedene Armeen, die zur Verteidigung des Landes gegen die erwartete Invasion der amerikanischen Streitkräfte eingesetzt werden sollten und nun demobilisiert wurden. Es handelte sich um die 12. japanische Regionalarmee vom 25. August 1945 bis zum 12. September 1945, danach wechselte Doihara mit Zustimmung der amerikanischen Okkupationsbehörde zur 1. Hauptarmee, weil deren Befehlshaber Feldmarschall Sugiyama Hajime Selbstmord begangen hatte. Obwohl er den Amerikanern nur zu gut als Exponent der japanischen Aggression bekannt war, wurde Doihara zunächst nicht verhaftet, da der Geheimdienst CIC fälschlicherweise vermutete, dass er die Position des Befehlshabers sämtlicher japanischen Geheimdienste innehatte. Man befürchtete, dass Doiharas Gefangennahme alle japanischen Geheimdienstler zu einem Guerillakrieg gegen die amerikanischen Besatzer aufstacheln könnte.

### Verurteilung als Kriegsverbrecher

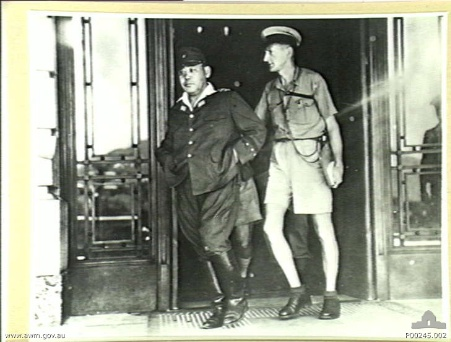
Doihara Kenji in Gefangenschaft

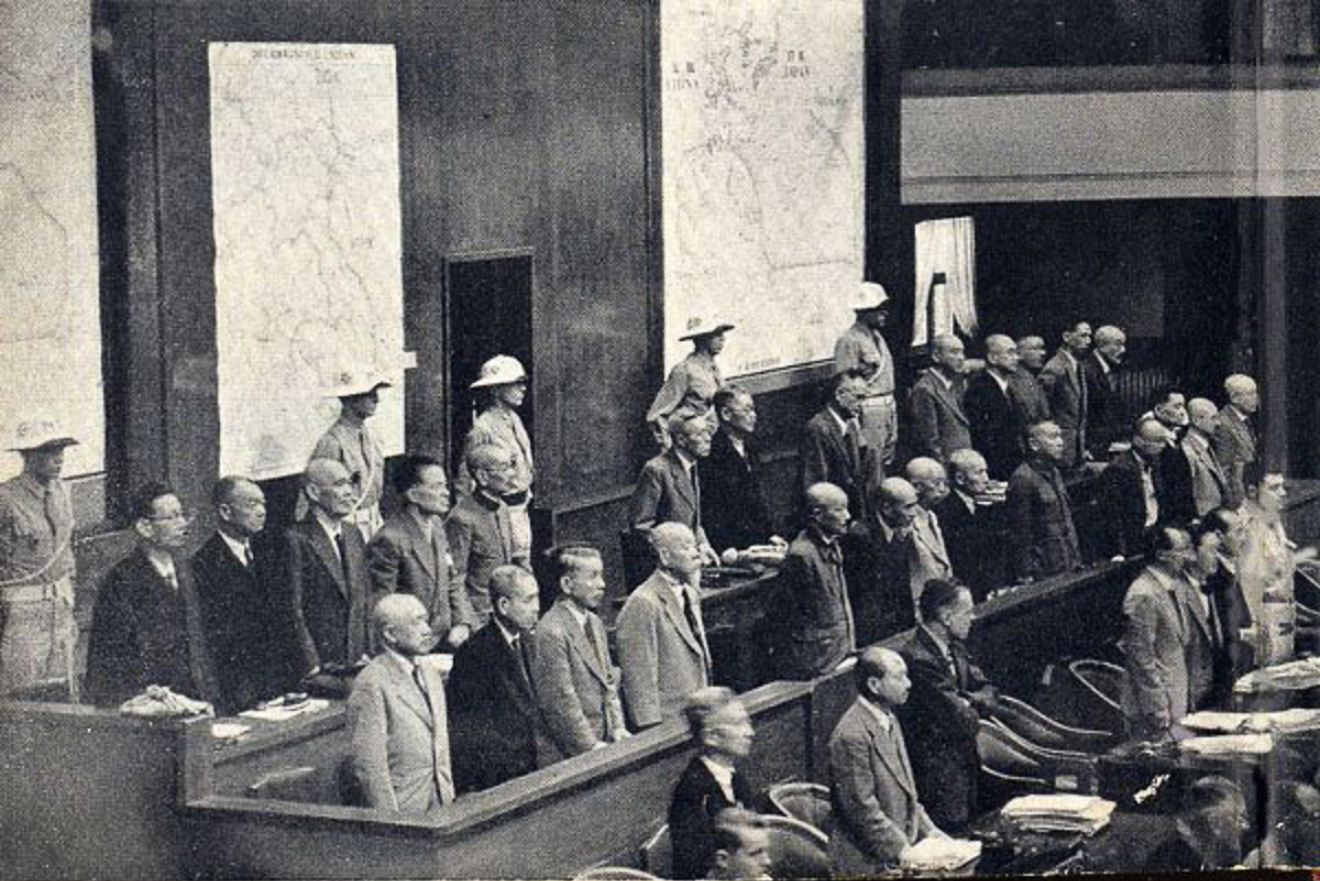
Doihara (2. Reihe ganz links) zusammen mit den anderen Angeklagten während der Tokioter Prozesse

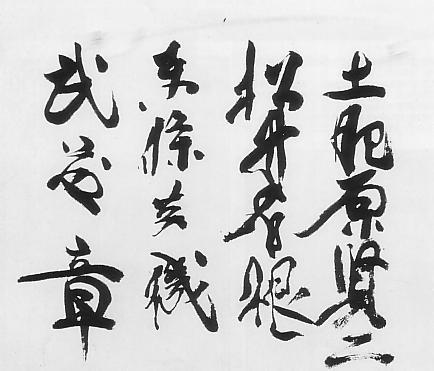
Doiharas letzte geschriebene Worte (links, von oben nach unten)

Am 23. September 1945 wurde für Doihara auf Anweisung von Douglas MacArthur ein Haftbefehl durch die amerikanische Besatzungsmacht erlassen. Nachdem er davon erfahren hatte, fuhr Doihara nach Yokohama und stellte sich freiwillig. Er wurde verhaftet und in das Sugamo-Gefängnis gebracht. Am 30. November 1945 endete Doiharas Militärdienst im Zuge der endgültigen Auflösung der Kaiserlich-Japanischen Armee. Ab dem 3. Mai 1946 wurde er in den Tokioter Prozessen als einziger Angehöriger des japanischen Geheimdienstes Kempeitai wegen verschiedener Kriegsverbrechen angeklagt. Die Punkte, mit denen alle Angeklagten des Prozesses gemeinsam konfrontiert wurden, lauteten:
- Beteiligung als Führer, Organisatoren, Anstifter oder Komplizen an der Planung oder Ausführung eines gemeinsamen Plans oder einer Verschwörung zum Führen von Angriffskriegen und eines Kriegs oder Kriegen, die internationales Recht verletzten (Punkt 1)
- Führen eines unprovozierten Krieges gegen China (Punkt 27)
- Führen eines Angriffskrieges gegen die Vereinigten Staaten (Punkt 29)
- Führen eines Angriffskrieges gegen das Britische Commonwealth (Punkt 31)
- Führen eines Angriffskrieges gegen die Niederlande (Punkt 32)
- Führen eines Angriffskrieges gegen Frankreich (Indochina) (Punkt 33)
- Führen eines Angriffskrieges gegen die UdSSR (Punkt 35 und 36)
- Anordnung, Autorisierung und Erlaubnis zur unmenschlichen Behandlung von Kriegsgefangenen und anderen (Punkt 54)
- Vorsätzliche und rücksichtslose Vernachlässigung der Pflicht, angemessene Schritte zur Prävention von Gräueltaten einzuleiten. (Punkt 55)

Doihara, der während des Prozesses die Aussage verweigerte und das gesamte Verfahren als unrechtmäßig ansah, wurde in Bezug auf fast alle Anklagepunkte mit Ausnahme des Punktes 33 für schuldig befunden und am 23. Dezember 1948 mit dem Tod durch Erhängen bestraft. Die Tokioter Prozesse wurden teilweise in Frage gestellt, da viele mutmaßliche Kriegsverbrecher (Mitglieder des japanischen Kaiserhauses, Ishii Shirō, Kodama Yoshio oder Tsuji Masanobu) aus politischen Erwägungen oder Unkenntnis der Sachlage unbehelligt blieben. Folgendes Zitat aus den Memoiren des US-amerikanischen Geheimdienstoffiziers Elliott Thorpe kann als Beispiel für die Bearbeitung der Fälle durch die amerikanischen Okkupationsbehörden dienen:

“Kenji Doihara was something else. He was an able army officer with unusual ability in many directions. […] There were many Japanese Leaders whose careers were much more dubious than Doihara’s, but they were fortunate enough not to become known to the Western press. I finally put Doihara’s name on the war criminal list, because he had taken an aggressive part in the unwarranted attack on China in 1938. Anyway, our people wanted to hang him. So they did.”

„Kenji Doihara war besonders. Er war ein fähiger Armeeoffizier mit in vieler Hinsicht ungewöhnlichen Fähigkeiten. […] Es gab viele japanische Führungspersonen, deren Karrieren weitaus dubioser waren, als die Doiharas, die jedoch das Glück hatten, der westlichen Presse nicht bekannt zu werden. Ich setzte Doiharas Namen auf die Liste der Kriegsverbrecher weil er einen aggressiven Anteil an dem Angriff auf China im Jahr 1938 hatte. Wie dem auch sei, unsere Leute wollten Doihara hängen. Und so taten sie es.“

Während Angeklagte wie Tōjō Hideki oder Matsui Iwane ihre Todesurteile als letztes Opfer für Kaiser Hirohito ansahen, war dies bei Doihara nicht der Fall. Er legte zusammen mit Hirota Kōki Revision gegen sein Urteil ein, konnte aber die Vollstreckung der Todesstrafe nur hinauszögern. Dies führte dazu, dass die ursprünglich für den 7. Jahrestag des Angriffs auf Pearl Harbor vorgesehene Hinrichtung erst drei Wochen später erfolgte. Während seiner Haft wandte sich Doihara stark dem Zen-Buddhismus zu, was sich nach der Verkündung seines Todesurteils noch weiter intensivierte. Trotzdem äußerte er bis zu seinem Tod nicht das geringste Bedauern über die Verbrechen, die er an dem chinesischen Volk begangen hatte.
Seit dem 17. Oktober 1978 wird Doihara Kenji neben den anderen verurteilten Kriegsverbrechern der Tokioter Prozesse als Kami im Yasukuni-Schrein verehrt.

## Publikationen
- Basic National Platform Toward China. erschienen in Zeitschrift Shinʼyūsha, 1938.
- Roots of Japan’s National Policy toward China. Zeitschrift Chuo Kuron November 1938; Übersetzung erschienen in der Zeitschrift Amerasia. März 1939, S. 20–24[112]
- Kōdō no seishin. Tamagawa Gakuen Shuppanbu, 1940
- Ōdō ron. (Auf dem Königlichen Weg)
- Hiroku Doihara Kenji: Nitchū yūkō no suteishi / Doihara Kenji Kankōkai. (jap. 秘錄土肥原賢二: 日中友交の石 / 土肥原賢二刊行会編); Tōkyō: Fuyō Shobō, Shōwa 47 (1972) (jap. 東京: 芙蓉書房, 昭和47 (1972))